# The Enchanted Profile
The Enchanted Profile è un cortometraggio muto del 1918 diretto da Martin Justice. La sceneggiatura di Katherine S. Reed si basa su un racconto di O. Henry.

## Produzione
Il film fu prodotto dalla Vitagraph Company of America (come Broadway Star Features).

## Distribuzione
Distribuito dalla General Film Company, il film - un cortometraggio in due bobine - uscì nelle sale cinematografiche statunitensi il 22 giugno 1918.